# Van Asch van Wijck

Adellijk geslachtswapen (1833)

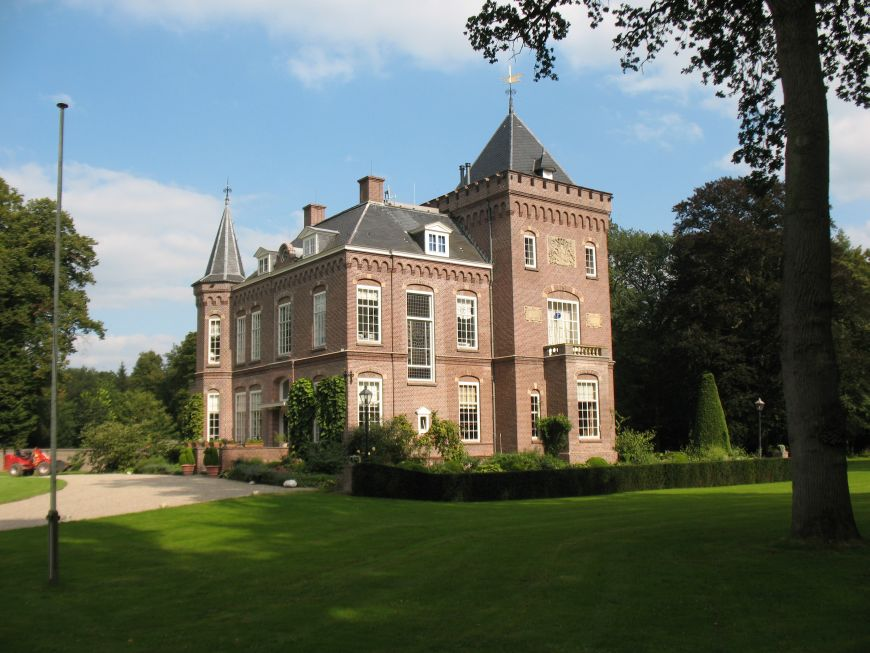
Huis Prattenburg

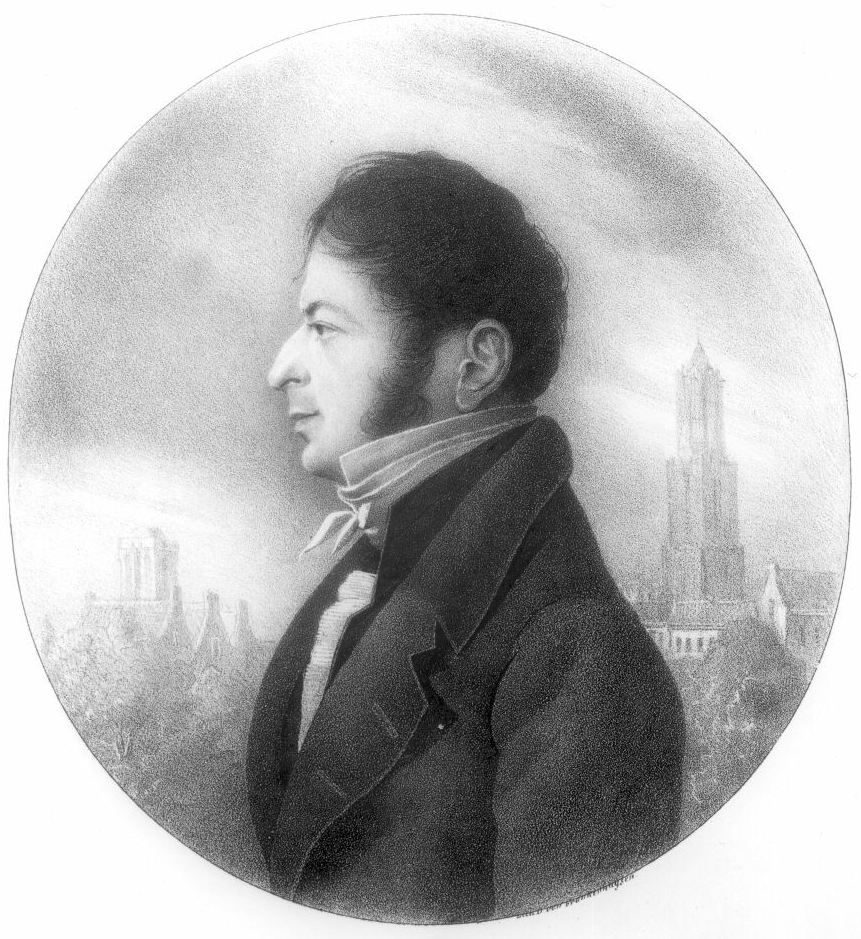
Hubert Matthijs Adriaan Jan van Asch van Wijck (1774-1843), litho 1836, door Dirk van Frankenhysen

Van Asch van Wijck is een Nederlands geslacht waarvan leden sinds 1833 tot de Nederlandse adel behoren.

## Geschiedenis
De stamreeks begint met Jan van Wijck, vermeld als tijnsgenoot te Lienden van de abdij van St. Paulus te Utrecht in 1511 en 1513. Zijn achterkleinzoon Jan van Wijck (1552-1604) trouwde in 1577 met Wijnanda van Asch (1552-1609). Hun nazaten dragen sindsdien de achternaam Van Asch van Wijck.
Mr. Hubert Matthijs Adriaan Jan van Asch van Wijck (1774-1843) werd bij KB van 26 februari 1833 verheven in de Nederlandse adel.
Sinds 1694 bewonen leden van de familie het huis Prattenburg.

## Enkele telgen
- mr. Anthonius [van Asch] van Wijck, heer van Prattenburg (1662-1728), hoogheemraad, raad en schepen van Utrecht
  - mr. Henrik van Asch van Wijck, heer van Prattenburg (1707-1784), onder andere raad, schepen en burgemeester van Utrecht; trouwde in 1739 met Anna Maria van Breugel (1714-1766), lid van de familie Van Breugel
    - Michiel Antonij van Asch van Wijck, heer van Prattenburg (1742-1804), kanunnik, hoogheemraad en veenraad
      - jhr. mr. Hubert Matthijs Adriaan Jan van Asch van Wijck, heer van Prattenburg (1774-1843), lid van de Tweede Kamer, voorzitter Tweede Kamer, lid Eerste Kamer
        - jhr. mr. Anthony Michael Cornelis van Asch van Wijck (1808-1876), auteur
          - jhr. Anton Theodoor Marie van Asch van Wijck (1849-1892), notaris, lid Provinciale Staten
            - jhr. mr. Anthony Michiel Cornelis van Asch van Wijck (1880-1945), secretaris-generaal ministerie van Financiën

        - jhr. mr. Lodewijk Henrick van Asch van Wijck, heer van Prattenburg (1812-1890), kantonrechter
          - jhr. mr. Lodewijk Henrick Johan Mari van Asch van Wijck, heer van Prattenburg (1858-1934), lid Tweede Kamer; trouwde in 1885 met Lydia Julia Maria Kneppelhout (1858-1940), lid van de familie Kneppelhout
            - jhr. mr. dr. Lodewijk Henrick Karel Cornelis van Asch van Wijck, heer van Prattenburg (1888-1971), procureur-generaal Hoge Raad der Nederlanden
              - jhr. mr. Lodewijk Henrick Johan Mari van Asch van Wijck, heer van Prattenburg (1928-2021), oud-bankier
                - jhr. mr. Lodewijk Henrick Karel Cornelis van Asch van Wijck (1974), diplomaat, chef de famille

          - jhr. Ferdinand Folef Frederik Zeger van Asch van Wijck (1862-1927), burgemeester van Oldebroek, lid Gedeputeerde Staten; trouwde in 1891 de zus van zijn schoonzus, Susanna Elisabeth Bartha Hermina Kneppelhout (1860-1938), lid van de familie Kneppelhout

        - jhr. mr. Hubert Alexander Maurits van Asch van Wijck (1815-1868), lid Tweede Kamer, Commissaris van de Koning
          - jhr. mr. Henrick Maurits Jan van Asch van Wijck (1850-1910), lid Tweede Kamer, lid Eerste Kamer
            - jhr. mr. Hubert Alexander Maurits van Asch van Wijck (1879-1947), lid Eerste Kamer
            - jkvr. Cornelia Maria van Asch van Wijck (1890-1971), feministe
            - jhr. mr. Willem Herman Johan van Asch van Wijck (1895-1984), lid secretariaat Volkenbond, gevolmachtigd minister, permanent vertegenwoordiger van Nederland bij het Europees Bureau der Verenigde Naties te Genève

          - jhr. mr. Hubert Willem van Asch van Wijck (1867-1935), lid Tweede Kamer
            - jkvr. Cornélie Caroline van Asch van Wijck (1900-1932), beeldhouwer

        - jhr. mr. Matthias Margarethus van Asch van Wijck (1816-1882), lid Tweede Kamer
          - jhr. mr. Titus Anthony Jacob van Asch van Wijck (1849-1902), lid Tweede Kamer, lid Eerste Kamer, minister, Gouverneur van Suriname. Naar hem werd het Surinaamse Van Asch van Wijckgebergte vernoemd.